# Josef Zíma
Josef Zíma (ur. 11 maja 1932 w Pradze, zm. 6 marca 2025) – czeski aktor, piosenkarz i prezenter telewizyjny.
W 1953 roku ukończył aktorstwo na Wydziale Teatralnym Akademii Sztuk Scenicznych w Pradze. W 1957 roku dołączył do Teatru ABC (Divadlo ABC). Od 1962 roku był związany z Praskimi Teatrami Miejskimi. Występował także w Teatrze Muzycznym w Karlinie.
W 1999 roku otrzymał nagrodę Senior Prix od fundacji Život (Nadace Život).
Pracował również w dubbingu. W 2008 roku otrzymał nagrodę Františka Filipovského za całokształt osiągnięć w tej dziedzinie.
W 2019 roku został odznaczony Medalem Za Zasługi I stopnia.
Jego żoną była aktorka Eva Klepáčová (zm. 2012).